# Prix Rina-Lasnier
Pour les articles homonymes, voir Lasnier.
Le prix Rina-Lasnier a été créé en l'an 2000 par l'Association des auteurs de la Montérégie pour rendre hommage à la plus grande poétesse de la région, Rina Lasnier (1910-1997).
Le prix est doté d'une bourse de 500 dollars canadiens. Il est remis aux trois ans depuis 2011.

## Lauréats
- 2000 : Jean-Marc Desgent pour Les paysages de l'extase, Les Herbes rouges, 1997.
- 2003 : Bertrand Laverdure pour Les forêts, Éditions du Noroît, 2000.
- 2011 : Pierre Labrie pour Mémoires analogues, Éditions Trois-Pistoles, 2010.
- 2014 : Pierre Labrie pour Ajouts actuels aux révélations, Éditions Trois-Pistoles, 2011.

Exæquo avec Mathieu Blais pour Sylvestre – au temps des galimatias, Triptyque, 2012.
- 2016 : Mathieu Blais pour Notre présomption d'innocence, Triptyque, 2014.
- 2020 : Mathieu Blais pour Sudan et Najin et Fatu, Éditions de l'Hexagone, 2019.